# Колин, Иосиф Моисеевич
Иосиф Моисеевич Колин (Гросс-Колин; 7 августа 1911 (по паспорту — 1914), Житомир, Волынская губерния, Российская империя — 1 ноября 1972, Москва, РСФСР, СССР) — советский актёр театра и кино, Заслуженный артист РСФСР (1945).

## Биография
Играл в Биробиджанском государственном еврейском театре (БирГОСЕТ) и Московском драматическом театре им. А. С. Пушкина. Выступал первоначально под сценическим псевдонимом Гросс, придуманным для него директором театра Эм. Казакевичем.

## Фильмография
В кинематографе известен ролями Гуральника в фильме «Поэт» (1955), Чубарчика в фильме «Матрос с „Кометы“» (1959), доктора в фильме «Жестокость» (1959), сыграл эпизодическую роль парикмахера Рувима Наумовича Тартаковского в фильме «До свидания, мальчики» (1964).